# Алеутский, Николай Николаевич
Николай Николаевич Алеутский (18 июля 1932, Иваново-Вознесенск — 3 апреля 2001, Архангельск) — российский фармаколог, фитотерапевт, профессор медицины, изобретатель.

## Биография
Николай Алеутский родился в 1930 году в городе Иванове. В 1955 году окончил Карагандинский медицинский институт. Подготовленную в КМИ кандидатскую диссертацию по теме «Материалы к фармакологии биомицина» защитил в 1959 году в Иванове. В 1977 году защитил в НИИ фармакологии АМН СССР докторскую диссертацию по теме «Влияние тетрациклинов на гипертонию и нефрит, осложнённые и не осложнённые инфекцией». Проходил стажировку в 1966 году в Институте медицинской радиологии АН СССР, в 1970-е годы в Первом Московском медицинском институте и Киевском медицинском институте и в 1985 году в Ленинградском педиатрическом институте.
С 1958 по 1975 год Алеутский работал в Кемеровском государственном медицинском институте, с 1964 по 1974 год возглавляя кафедру фармакологии (до этого в течение двух лет и. о. завкафедрой), часть времени также исполнял обязанности заместителя декана лечебного факультета. С 1966 года носил учёное звание доцента. В 1975 году, после того, как кафедра была передана доктору А. В. Сапожкову, Алеутский покинул КГМИ. В дальнейшем он возглавлял кафедру физиологии и анатомии Ивановского университета, в 1978 году получив профессорское звание, а с 1984 года — кафедру фармакологии Архангельского государственного медицинского института, в котором в 1960-е годы работал его отец, профессор Н. А. Алеутский. В АГМИ под руководством Н. Н. Алеутского велись работы в двух направлениях: поиск и изучение лекарственных препаратов для профилактики и лечения холодовой травмы, а также поиск противоопухолевых препаратов животного и растительного происхождения.
Под руководством Алеутского в Архангельском мединституте разрабатывался комплексный метод лечения раковых заболеваний. Особое внимание он уделял эффектам Антисептика-стимулятора Дорогова, или АСД (используя дополнительно очищенный ветеринарный препарат), и болиголова пятнистого (Conium maculatum), использованию которых для лечения раковых заболеваний были посвящены две из его заявок на авторские изобретения. В интервью, данном журналу «Здоровый образ жизни» в 2000 году, Алеутский заявил, что АСД успешно используется при лечении больных комплексным методом и что можно назвать только несколько видов злокачественных опухолей (плоскоклеточный рак, злокачественная опухоль языка), при которых его применение противопоказано. Помимо использования растительных и животных препаратов для лечения рака, Алеутский интересовался фитотерапией в целом, и в последние годы жизни выпустил ряд книг и брошюр, посвящённых лекарственным растениям и народным методам траволечения.

## Избранная библиография
В общей сложности число научных и научно-популярных публикаций Н. Н. Алеутского превышает 200, в том числе ряд научных и научно-популярных монографий на тему фитотерапии:
- Архангельский травник: Методическое пособие по фитотерапии: Буклет. — Архангельск, 1989. — 6 с.
- Лекарственные растения на вашем огороде: методические рекомендации садоводам-любителям. — Архангельск: Элпа, 1990. — 77 с. — 200 000 экз.
- Лечебный травник: Методическое пособие по фитотерапии. — Краснодар: Центр «Европа», 1991. — 200 000 экз.
- Фитотерапия: 500 лечебных рецептов из лекарственных трав по материалам старинных травников и современных литературных данных. — Архангельск, 1991. — 45 с. — 250 000 экз.
- Дикорастущие съедобные растения Севера. — Архангельск: Правда Севера, 1998. — 126 с. — ISBN 5-85879-092-5.
- 1000 рецептов из лекарственных растений (по материалам старинных травников Соловецкого и других монастырей и современных литературных источников). — Архангельск: Издательский центр Архангельской государственной медицинской академии, 1998. — 105 с. — ISBN 5-86279-046-2.
- Н. Н. Алеутский, В. И. Кашин. Северная кладовая целебных трав / Н. Б. Буйновская (ред.-сост.). — Архангельск: Правда Севера, 1998. — 414 с. — ISBN 5-85879-070-4.
- «Лекарственные растения Севера»